# المرواح (الشغادرة)

تعديل مصدري - تعديل

المرواح هي إحدى قرى عزلة قلعة حميد بمديرية الشغادرة التابعة لمحافظة حجة، بلغ تعداد سكانها 370 نسمة حسب تعداد اليمن لعام 2004.